# Nikolai Alexandrowitsch Petruschin
Nikolai Alexandrowitsch Petruschin (russisch Николай Александрович Петрушин; * 4. Juni 1979 in Leninogorsk) ist ein russischer Skispringer.

## Werdegang
Petruschin startete für Russland bei den Olympischen Winterspielen 1998 im japanischen Nagano. Bei den Skisprungwettbewerben auf den Hakuba-Schanzen landete er von der Normalschanze punktgleich mit Alan Alborn, Casey Colby und Urban Franc auf dem 42. Platz. Von der Großschanze sprang Petruschin auf den 54. Platz. Gemeinsam mit Artur Chamidullin, Alexander Wolkow und Waleri Kobelew erreichte er im Teamspringen den Neunten Platz.